# Il mistero delle chiavi nere
Il mistero delle chiavi nere è un romanzo giallo di Carolyn Keene del 1951.

## Trama
Una spedizione archeologica sta esplorando dei ruderi antichi, quando ad un tratto uno dei suoi membri scopre una tavoletta incisa e delle strane chiavi. I reperti rivelano l'esistenza di un favoloso tesoro sul quale però la leggenda fa aleggiare l'ombra cupa della morte. Ed ecco che lo scopritore si volatilizza, insieme alle tavoletta e alle chiavi. Solo un frammento di una di queste rimane nelle mani di un collega che, dopo inutili quanto accurate ricerche dello scomparso, rientra in patria e si rivolge a Nancy Drew. Il caso è veramente interessante, e la giovane non si fa pregare: così come non si fanno pregare alcuni ribaldi ad usare con decisione le maniere forti nel tentativo di farle cambiare idea. Fatica sprecata: Nancy è notoriamente ostica alle minacce, e si butta capofitto in una avventura che presenta molti lati oscuri e parecchi angosciosi interrogativi. Il professore è scomparso di sua volontà, o qualcuno lo ha rapito per mettere le mani sul tesoro? E questo tesoro, dove si trova realmente? Nancy indaga e accumula indizi, ma gli sconosciuti malintenzionati non se ne stanno con le mani in mano, rendendo sempre più aspra e difficile la strada che porta alla soluzione del mistero. 